# مرغ ۶۵
مرغ ۶۵ نام غذایی است که از مرغ سرخ شده بدون استخوان  تشکیل شده و در هتل بوهاری، چنای، هند، به عنوان پیش غذا یا میان‌وعده سریع تهیه می‌شود. 
طعم غذا را می‌توان به فلفل تند نسبت داد، اما مجموعه دقیق مواد برای دستور غذا می‌تواند متفاوت باشد. مرغ ۶۵ با استفاده از مرغ بدون استخوان تهیه می‌شود و معمولاً با چاشنی پیاز و لیمو سرو می‌شود. انواع گیاهی مانند "پنیر ۶۵" یا "گوبی ۶۵" به جای آن از پنیر یا گل کلم استفاده می‌کنند. در حالی که نام "مرغ ۶۵" به‌طور جهانی برای اشاره به این غذا استفاده می‌شود، نظریه‌های مختلفی وجود دارد که منشأ آن را ادعا می‌کنند.

## پیشینه
اگرچه مرغ ۶۵ به خوبی به عنوان اختراع آ.ام بوهاری از هتل‌های زنجیره ای بوهاری شناخته شده‌است، محبوبیت آن به عنوان یک غذا باعث ایجاد افسانه‌های متعددی در مورد منشأ و نام آن شده‌است. یک روایت ادعا می‌کند که این غذا به عنوان یک وعده غذایی ساده برای سربازان هندی در سال ۱۹۶۵ پدیدار شد. گزارش دیگری ادعا می‌کند که این ظرف حاوی ۶۵ فلفل چیلی است که توسط یک هتلدار کارآفرین ابداع شده‌است. همچنین ادعا می‌شود که لازم است که غذا از گوشت از جوجه‌های ۶۵ روزه باشد. برخی دیگر ادعا می‌کنند که این به معنای ۶۵ قطعه مرغ است. 

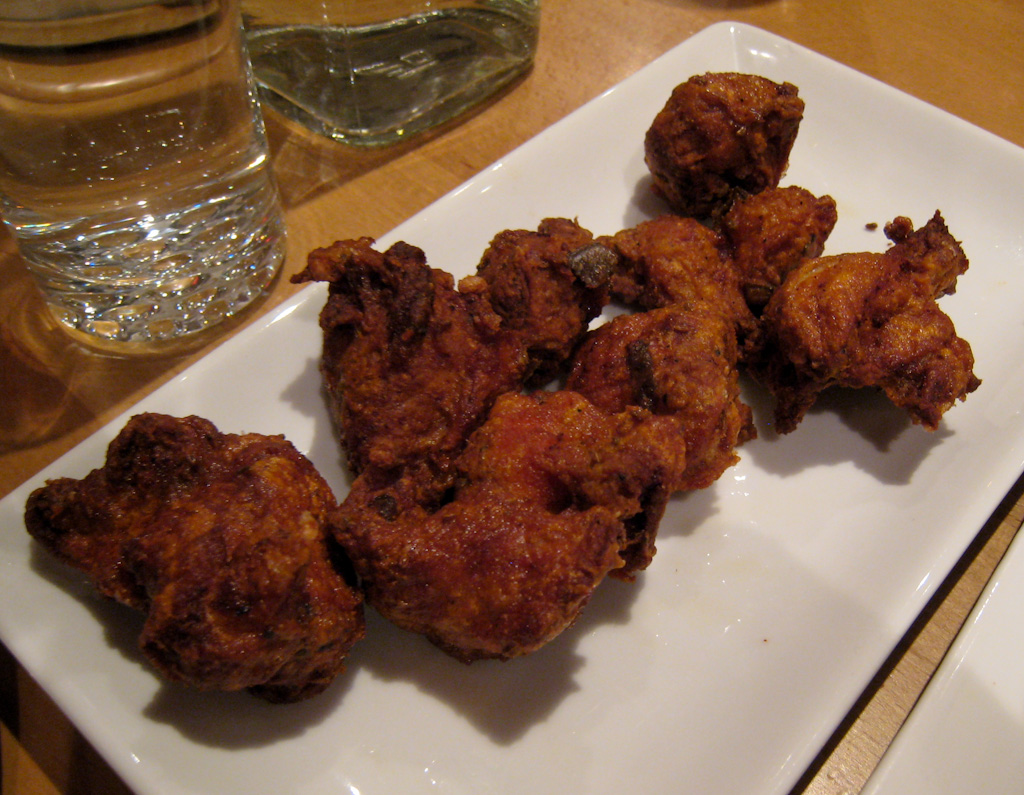
مرغ ۶۵ بدون تزیین
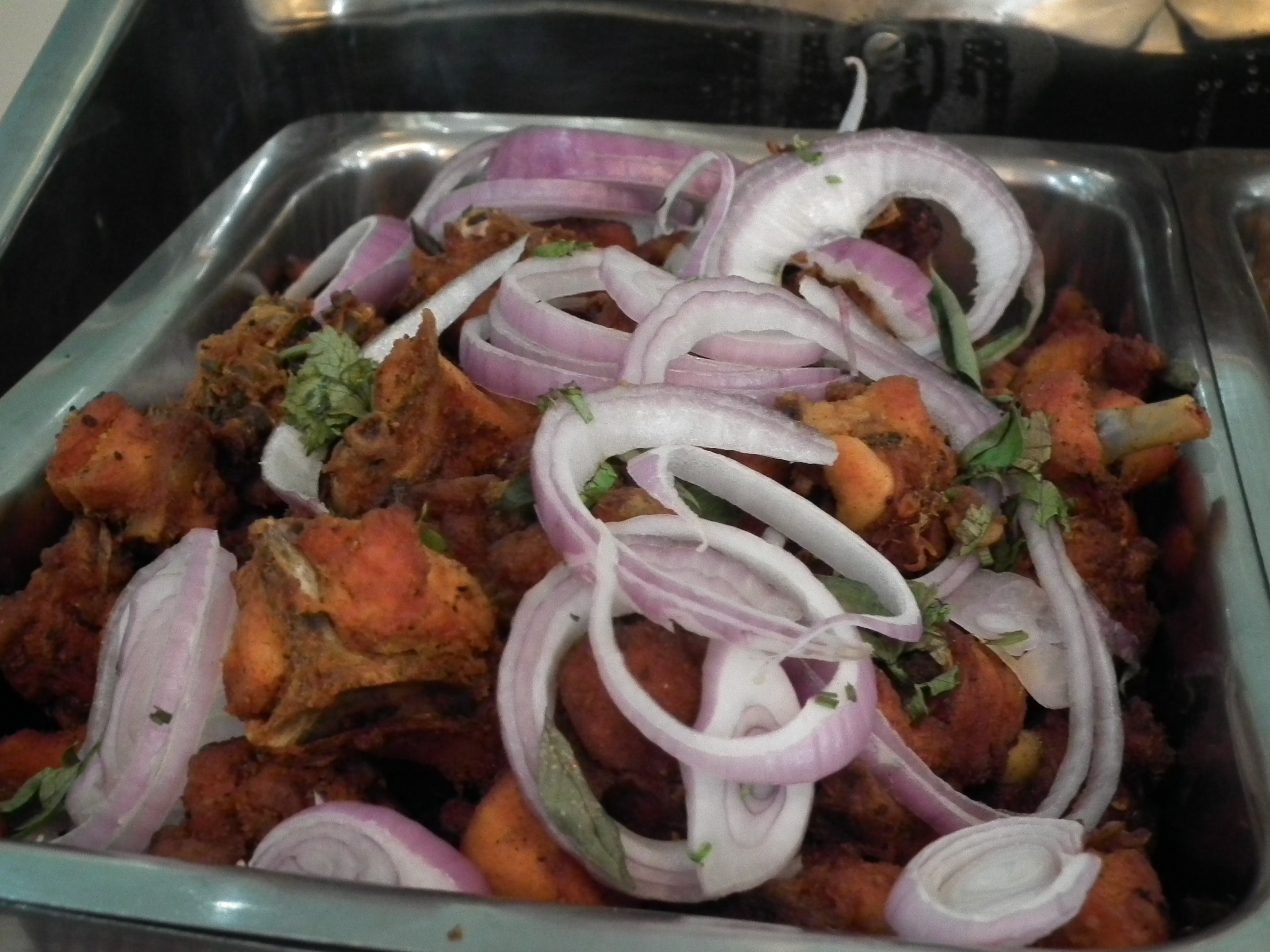
مرغ ۶۵ با تزیین پیاز و گشنیز